# 彩凪翔
彩凪 翔（あやなぎ しょう、6月2日 - ）は、日本の女優、歌手。元宝塚歌劇団雪組の男役スター。
大阪府大阪市、市立八阪中学校出身。身長170cm。血液型A型。愛称は「しょう」。
所属事務所は、Wings of Angel → Heart Link彩凪事務所。

## 来歴
2004年、宝塚音楽学校入学。
2006年、音楽学校卒業後、宝塚歌劇団に92期生として入団。入団時の成績は17番。宙組公演「NEVER SAY GOODBYE」で初舞台。その後、雪組に配属。
舞台映えする容姿で早くから注目を集め、2011年のバウ・ワークショップ「灼熱の彼方」で、彩風咲奈とバウホール公演初主演。続く音月桂・舞羽美海トップコンビ大劇場お披露目となる「仮面の男」で、新人公演初主演。
2012年の「ドン・カルロス」で2度目の新人公演主演。
2013年の「春雷」でバウホール公演単独初主演。ゲーテとウェルテルの2役を演じる。
その後も芝居の鍵を握る重要な役どころを多く演じてきたが、2021年4月11日、望海風斗・真彩希帆トップコンビ退団公演となる「fff／シルクロード」東京公演千秋楽をもって、宝塚歌劇団を退団。退団公演では奇しくも、自身がバウホール主演作で演じたゲーテ役を再び演じることとなった。
退団後は舞台を中心に幅広い分野で活動している。

## 宝塚歌劇団時代の主な舞台

### 初舞台
- 2006年3 - 5月、宙組『NEVER SAY GOODBYE』（宝塚大劇場のみ）

### 雪組時代
- 2006年9 - 12月、『堕天使の涙』『タランテラ!』
- 2007年2月、『ハロー!ダンシング』（バウホール）
- 2007年5 - 8月、『エリザベート』 - 黒天使[7]
- 2008年1 - 3月、『君を愛してる-Je t'aime-』 - 新人公演：スカパン（本役：沙央くらま）『ミロワール』
- 2008年5 - 6月、『外伝 ベルサイユのばら-ジェローデル編-』『ミロワール』（全国ツアー）
- 2008年8 - 11月、『ソロモンの指輪』『マリポーサの花』
- 2009年1月、『忘れ雪』（バウホール・日本青年館）
- 2009年3 - 5月、『風の錦絵』『ZORRO 仮面のメサイア』 - 新人公演：ブレイブ・バッファロー（本役：沙央くらま）
- 2009年7 - 10月、『ロシアン・ブルー』 - スラヴァ・フィラノスキー、新人公演：ダーリン・ロス（本役：早霧せいな）『RIO DE BRAVO!!』
- 2009年11 - 12月、『情熱のバルセロナ』 - 憲兵『RIO DE BRAVO!!』（全国ツアー）
- 2010年2 - 4月、『ソルフェリーノの夜明け』 - 新人公演：ハンデル（本役：緒月遠麻）『Carnevale（カルネヴァーレ）睡夢（すいむ）』
- 2010年6 - 9月、『ロジェ』 - 新人公演：クラウス（本役：早霧せいな）『ロック・オン!』[9]
- 2010年10 - 11月、『オネーギン Evgeny Onegin』（日本青年館・バウホール） - 14歳のエフゲーニィ[9]
- 2011年1 - 3月、『ロミオとジュリエット』 - 新人公演：マーキューシオ（本役：早霧せいな）[11]
- 2011年4 - 5月、『ニジンスキー-奇跡の舞神-』（バウホール・日本青年館） - マリー・ランバート[11]
- 2011年7月、『灼熱の彼方〜「オデュセウス編」と「コモドゥス編」〜』（バウホール） - コモドゥス バウWS主演[8][7]
- 2011年9 - 11月、『仮面の男』 - ラウル、新人公演：フィリップ／ルイ14世（本役：音月桂）『ROYAL STRAIGHT FLUSH!!』 新人公演初主演[10][7]
- 2012年1月、『インフィニティ-限りなき世界-』（バウホール）
- 2012年3 - 5月、『ドン・カルロス』 - アレハンドロ・ファルネーゼ、新人公演：ドン・カルロス（本役：音月桂）『Shining Rhythm!』 新人公演主演[10][7]
- 2012年7 - 8月、『双曲線上のカルテ』（バウホール・日本青年館） - アントニーオ／革命家／オペダンサー
- 2012年10 - 12月、『JIN-仁-』 - 山田純庵、新人公演：坂本龍馬（本役：早霧せいな）『GOLD SPARK!-この一瞬を永遠に-』
- 2013年2月、『若き日の唄は忘れじ』 - 山根清次郎『Shining Rhythm!』（中日劇場）
- 2013年4 - 7月、『ベルサイユのばら-フェルゼン編-』 - ベルナール・シャトレ／アラン・ド・ソワソン[注釈 1]
- 2013年8 - 9月、『春雷』（バウホール） - ヨハン・ヴォルフガング・フォン・ゲーテ／ウェルテル バウ主演[12][7][2]
- 2013年11 - 12月、『Shall we ダンス?』 - アルバート『CONGRATULATIONS 宝塚!!』（宝塚大劇場）[7]
- 2014年1 - 2月、『Shall we ダンス?』 - ポール『CONGRATULATIONS 宝塚!!』（東京宝塚劇場）
- 2014年3月、『ベルサイユのばら-オスカルとアンドレ編-』（全国ツアー） - アラン・ド・ソワソン
- 2014年6 - 8月、『一夢庵風流記 前田慶次』 - 四井主馬『My Dream TAKARAZUKA』
- 2014年10月、『伯爵令嬢』（日生劇場） - リシャール・ド・ヴァンデル
- 2015年1 - 3月、『ルパン三世 -王妃の首飾りを追え!-』 - 石川五ェ門『ファンシー・ガイ!』[9]
- 2015年5月、『星影の人』 - 山南敬助『ファンシー・ガイ!』（博多座）
- 2015年7 - 10月、『星逢一夜（ほしあいひとよ）』 - 猪飼秋定『La Esmeralda（ラ エスメラルダ）』
- 2015年11 - 12月、『哀しみのコルドバ』 - アルバロ『La Esmeralda（ラ エスメラルダ）』（全国ツアー）
- 2016年2 - 5月、『るろうに剣心』 - 武田観柳[注釈 2][9]
- 2016年6 - 8月、『ローマの休日』（中日劇場・赤坂ACTシアター・梅田芸術劇場） - アーヴィング・ラドビッチ[注釈 3]／マリオ・デ・ラーニ[注釈 3][9]
- 2016年10 - 12月、『私立探偵ケイレブ・ハント』 - ホレイショ―『Greatest HITS!』
- 2017年2月、『星逢一夜（ほしあいひとよ）』 - 猪飼秋定『Greatest HITS!』（中日劇場）
- 2017年4 - 7月、『幕末太陽傳（ばくまつたいようでん）』 - 久坂玄瑞『Dramatic “S”!』
- 2017年8 - 9月、『琥珀色の雨にぬれて』 - ルイ・バランタン『“D”ramatic S!』（全国ツアー）[9]
- 2017年11 - 2018年2月、『ひかりふる路（みち）〜革命家、マクシミリアン・ロベスピエール〜』 - マノン・ロラン夫人『SUPER VOYAGER!』
- 2018年3 - 4月、『誠の群像』 - 勝海舟『SUPER VOYAGER!』（全国ツアー）
- 2018年6 - 9月、『凱旋門』 - ヴェーベル『Gato Bonito!!』
- 2018年11 - 2019年2月、『ファントム』 - フィリップ・ドゥ・シャンドン伯爵[注釈 4]／アラン・ショレ[注釈 4][9]
- 2019年3 - 4月、『20世紀号に乗って』（東急シアターオーブ） - フラナガン
- 2019年5 - 9月、『壬生義士伝』 - 土方歳三『Music Revolution!』[9][13]
- 2019年10月、『ハリウッド・ゴシップ』（KAAT神奈川芸術劇場・ドラマシティ） - ジェリー・クロフォード[14]
- 2020年1 - 3月、『ONCE UPON A TIME IN AMERICA（ワンス アポン ア タイム イン アメリカ）』 - ジミー
- 2020年9 - 10月、『NOW! ZOOM ME!!』
- 2021年1 - 4月、『fff-フォルティッシッシモ-』 - ヨハン・ヴォルフガング・フォン・ゲーテ『シルクロード〜盗賊と宝石〜』 退団公演[2][9]

### 出演イベント
- 2007年11月、轟悠コンサート『Lavender Monologue』
- 2011年12月、タカラヅカスペシャル2011『明日に架ける夢』
- 2012年8月、轟悠ディナーショー『Fever!』
- 2014年12月、タカラヅカスペシャル2014『Thank you for 100 years』
- 2015年12月、タカラヅカスペシャル2015『New Century，Next Dream』
- 2017年12月、タカラヅカスペシャル2017『ジュテーム・レビュー-モン・パリ誕生90周年-』
- 2018年5月、『凱旋門』前夜祭
- 2018年12月、タカラヅカスペシャル2018『Say! Hey! Show Up!!』
- 2019年12月、タカラヅカスペシャル2019『Beautiful Harmony』

## 宝塚歌劇団退団後の主な活動

### 舞台
- 2021年9月、『アプローズ〜夢十夜〜』（日本青年館・バウホール）[15]
- 2022年1月、『フランケンシュタイン-cry for the moon-』（紀伊國屋サザンシアター TAKASHIMAYA・TTホール） - アガサ[16]
- 2022年2月、『TARKIE THE STORY』（ステラボール） - オリエ津阪[17]
- 2022年5月、『面影小町伝』（日本橋劇場） - 柳屋お藤[18]
- 2022年6月、『HELI-X III〜レディ・スピランセス〜』（サンシャイン劇場・メルパルク大阪ホール） - セーレ[19]
- 2023年2月、『『刀剣乱舞』禺伝 矛盾源氏物語』（TOKYO DOME CITY HALL・オリックス劇場） - 大倶利伽羅[20]
- 2023年6月、『HELI-X〜スパイラル・ラビリンス〜』（サンシャイン劇場） - セーレ[21]
- 2023年8月、『PRINCESS TOYOTOMI』（CBGKシブゲキ!!・近鉄アート館） - 淀殿[22]
- 2023年10月、『フルーツバスケット 2nd season』（大手町三井ホール） - 草摩慊人[23]
- 2024年1月、『咎人の刻印〜レミニセンス〜』（紀伊國屋ホール） - 蘭[24]
- 2024年5 - 6月、『ベルサイユのばら50～半世紀の軌跡～』（梅田芸術劇場・東京建物 Brillia HALL・御園座） - アラン[25]
- 2024年10月、『フルーツバスケット The Final』（ヒューリックホール東京） - 草摩慊人[26]
- 2025年1月、『キアロスクーロ −古典落語「死神」より−』（神戸三宮シアター・エートー） - 死神[27]
- 2025年3月、『TARKIE〜伝説の女たち〜』（よみうりホール） - オリエ津阪[28]
- 2025年5 - 6月、『憂国のモリアーティ 大英帝国の醜聞 Reprise』（シアターH・京都劇場・天王洲 銀河劇場） - アイリーン・アドラー[29]
- 2025年7 - 8月、『ダンスカンタービレ 2025 〜VIOLET〜』（博品館劇場） - 織田信長[30]
- 2026年2 - 3月、『刀剣乱舞 禺伝 矛盾源氏物語〜再演〜』（2026年2月 - 3月〈予定〉、東京・大阪・福岡） - 大倶利伽羅[31]

### コンサート・ライブ
- 2021年6・10月、『Wings』（サンケイホールブリーゼ・日本橋三井ホール）[32]
- 2022年11月、『Sho Ayanagi show sparkles「Amulet」』（リーガロイヤルホテル大阪 ロイヤルホール）[33]
- 2022年12月、『De mon coeur』（イイノホール）[34]
- 2023年12月、『彩凪翔 Christmas Dinner Live』（東京會舘）[35]

### 映画
- 2024年11月、『Ondan sonra』（平成プロジェクト） - 沢田千花[36]
- 2025年1月、『君の忘れ方』（セレモニー 平成プロジェクト） - 田村綾華[37]
- 2025年9月公開予定、『男神』（平成プロジェクト） - 和田夏子[38][39][40]

### 吹き替え
- 2021年9月、『ハチとパルマの物語』 - アリーナ・ザギトワ（アリーナ・ザギトワ）[41]

### アルバム
- 2022年11月、『De mon coeur 心から〜彩凪翔』[42]

### 写真集
- 2021年12月、『SHO AYANAGI』（日本文芸社）[43]

### CM
- 2024年-、興和 キューピーコーワiシリーズ[44]
- 2025年、 セレモニー 葬祭ディレクターの想い[45][46]

## 受賞歴
- 2012年、『阪急すみれ会パンジー賞』 - 新人賞[47]